# Polyglochin peculiaris
Polyglochin peculiaris är en insektsart som beskrevs av Karsch 1891. Polyglochin peculiaris ingår i släktet Polyglochin och familjen vårtbitare. Inga underarter finns listade i Catalogue of Life.